# Tour de Suisse 2006
Le Tour de Suisse 2006 est la 70e édition de cette course cycliste sur route masculine. Elle est inscrite au calendrier de l'UCI ProTour 2006 et s'est déroulée du 10 au 18 juin. La course qui a débuté par une étape sur un parcours en boucle autour de Baden est remportée par l'Allemand Jan Ullrich, qui a repris le maillot jaune à l'Espagnol Koldo Gil lors de la dernière étape contre-la-montre.
En 2012, Le TAS a annulé tous les résultats de Jan Ullrich depuis le Tour de France 2005. Il perd donc le Tour de Suisse 2006.

## Présentation

### Equipes
Le Critérium du Dauphiné Libéré figurant au calendrier du ProTour, les 20 UCI Proteams sont présentes, auxquelles il faut ajouter une équipe continentale invitée.
| ProTeams (20)- Euskaltel-Euskadi - CSC - Würth - Team Milram - Discovery Channel - Crédit agricole - Phonak Hearing Systems - Davitamon-Lotto - Liquigas - T-Mobile - Quick Step-Innergetic - La Française des jeux - Caisse d'Épargne-Illes Balears - Gerolsteiner - Bouygues Télécom - Lampre-Fondital - Saunier Duval-Prodir - Rabobank - Cofidis-Le Crédit par Téléphone - AG2R Prévoyance Équipe continentale professionnelle- LPR |
| |

## Etapes
| Étape     | Date    | Villes étapes                        | type                        | Distance (km) | Vainqueur d'étape | Leader du classement général |
| --------- | ------- | ------------------------------------ | --------------------------- | ------------- | ----------------- | ---------------------------- |
| 1re étape | 10 juin | Baden – Baden                        | étape de plaine             | 154           | Tom Boonen        | Tom Boonen                   |
| 2e étape  | 11 juin | Bremgarten – Einsiedeln              | étape de plaine             | 156           | Daniele Contrini  | Daniele Bennati              |
| 3e étape  | 12 juin | Einsiedeln – Arlesheim               | étape vallonnée             | 188           | Nick Nuyens       | Nick Nuyens                  |
| 4e étape  | 13 juin | Niederbipp – La Chaux-de-Fonds       | étape de plaine             | 161           | Ángel Vicioso     | Nick Nuyens                  |
| 5e étape  | 14 juin | La Chaux-de-Fonds – Loèche-les-Bains | étape de montagne           | 230           | Steve Morabito    | Ángel Vicioso                |
| 6e étape  | 15 juin | Fiesch – La Punt Chamues-ch          | étape de montagne           | 212           | Koldo Gil         | Koldo Gil                    |
| 7e étape  | 16 juin | Saint-Moritz – Arbon                 | étape de plaine             | 233           | Óscar Freire      | Koldo Gil                    |
| 8e étape  | 17 juin | Chiètres – Chiètres                  | étape de montagne           | 166           | Alberto Contador  | Koldo Gil                    |
| 9e étape  | 18 juin | Chiètres – Berne                     | contre-la-montre individuel | 31            | Jan Ullrich       | Jan Ullrich                  |

## Déroulement de la course

### 1reétape
La première étape s'est déroulée le 10 juin. Il s'agissait d'une boucle de 154 km autour de la ville de Baden en Suisse. L'étape est arrivée au sprint et c'est Tom Boonen qui l'a emporté.
| \| Classement de l'étape \| Classement de l'étape \| Classement de l'étape \| Classement de l'étape \| Classement de l'étape \| \| Coureur \| Coureur \| Pays \| Équipe \| Temps \| \| --------------------- \| --------------------- \| --------------------- \| ------------------------------- \| --------------------- \| \| 1er \| Tom Boonen \| Belgique \| Quick Step-Innergetic \| 3 h 51 min 14 s \| \| 2e \| Daniele Bennati \| Italie \| Lampre-Fondital \| + 0 s \| \| 3e \| Óscar Freire \| Espagne \| Rabobank \| + 0 s \| \| 4e \| Aliaksandr Usau \| Biélorussie \| AG2R Prévoyance \| + 0 s \| \| 5e \| Allan Davis \| Australie \| Würth \| + 0 s \| \| 6e \| Geoffroy Lequatre \| France \| Cofidis-Le Crédit par Téléphone \| + 0 s \| \| 7e \| Isaac Gálvez \| Espagne \| Caisse d'Épargne-Illes Balears \| + 0 s \| \| 8e \| Björn Schröder \| Allemagne \| Team Milram \| + 0 s \| \| 9e \| Martin Elmiger \| Suisse \| Phonak Hearing Systems \| + 0 s \| \| 10e \| Alexei Markov \| Russie \| Caisse d'Épargne-Illes Balears \| + 0 s \| |                   |             |                                 |                 |
| |                   |             |                                 |                 |
| |                   |             |                                 |                 |
| Classement de l'étape |                   |             |                                 |                 |
| Coureur | Coureur           | Pays        | Équipe                          | Temps           |
| 1er | Tom Boonen        | Belgique    | Quick Step-Innergetic           | 3 h 51 min 14 s |
| 2e | Daniele Bennati   | Italie      | Lampre-Fondital                 | + 0 s           |
| 3e | Óscar Freire      | Espagne     | Rabobank                        | + 0 s           |
| 4e | Aliaksandr Usau   | Biélorussie | AG2R Prévoyance                 | + 0 s           |
| 5e | Allan Davis       | Australie   | Würth                           | + 0 s           |
| 6e | Geoffroy Lequatre | France      | Cofidis-Le Crédit par Téléphone | + 0 s           |
| 7e | Isaac Gálvez      | Espagne     | Caisse d'Épargne-Illes Balears  | + 0 s           |
| 8e | Björn Schröder    | Allemagne   | Team Milram                     | + 0 s           |
| 9e | Martin Elmiger    | Suisse      | Phonak Hearing Systems          | + 0 s           |
| 10e | Alexei Markov     | Russie      | Caisse d'Épargne-Illes Balears  | + 0 s           |

| \| Classement général \| Classement général \| Classement général \| Classement général \| Classement général \| \| Coureur \| Coureur \| Pays \| Équipe \| Temps \| \| ------------------ \| ------------------ \| ------------------ \| ------------------------------- \| ------------------ \| \| 1er \| Tom Boonen \| Belgique \| Quick Step-Innergetic \| 3 h 51 min 14 s \| \| 2e \| Daniele Bennati \| Italie \| Lampre-Fondital \| + 4 s \| \| 3e \| Michael Albasini \| Suisse \| Liquigas \| + 5 s \| \| 4e \| Óscar Freire \| Espagne \| Rabobank \| + 6 s \| \| 5e \| Steve Zampieri \| Suisse \| Phonak Hearing Systems \| + 7 s \| \| 6e \| Aliaksandr Usau \| Biélorussie \| AG2R Prévoyance \| + 10 s \| \| 7e \| Allan Davis \| Australie \| Würth \| + 10 s \| \| 8e \| Geoffroy Lequatre \| France \| Cofidis-Le Crédit par Téléphone \| + 10 s \| \| 9e \| Isaac Gálvez \| Espagne \| Caisse d'Épargne-Illes Balears \| + 10 s \| \| 10e \| Björn Schröder \| Allemagne \| Team Milram \| + 10 s \| |                   |             |                                 |                 |
| |                   |             |                                 |                 |
| |                   |             |                                 |                 |
| Classement général |                   |             |                                 |                 |
| Coureur | Coureur           | Pays        | Équipe                          | Temps           |
| 1er | Tom Boonen        | Belgique    | Quick Step-Innergetic           | 3 h 51 min 14 s |
| 2e | Daniele Bennati   | Italie      | Lampre-Fondital                 | + 4 s           |
| 3e | Michael Albasini  | Suisse      | Liquigas                        | + 5 s           |
| 4e | Óscar Freire      | Espagne     | Rabobank                        | + 6 s           |
| 5e | Steve Zampieri    | Suisse      | Phonak Hearing Systems          | + 7 s           |
| 6e | Aliaksandr Usau   | Biélorussie | AG2R Prévoyance                 | + 10 s          |
| 7e | Allan Davis       | Australie   | Würth                           | + 10 s          |
| 8e | Geoffroy Lequatre | France      | Cofidis-Le Crédit par Téléphone | + 10 s          |
| 9e | Isaac Gálvez      | Espagne     | Caisse d'Épargne-Illes Balears  | + 10 s          |
| 10e | Björn Schröder    | Allemagne   | Team Milram                     | + 10 s          |

### 2eétape

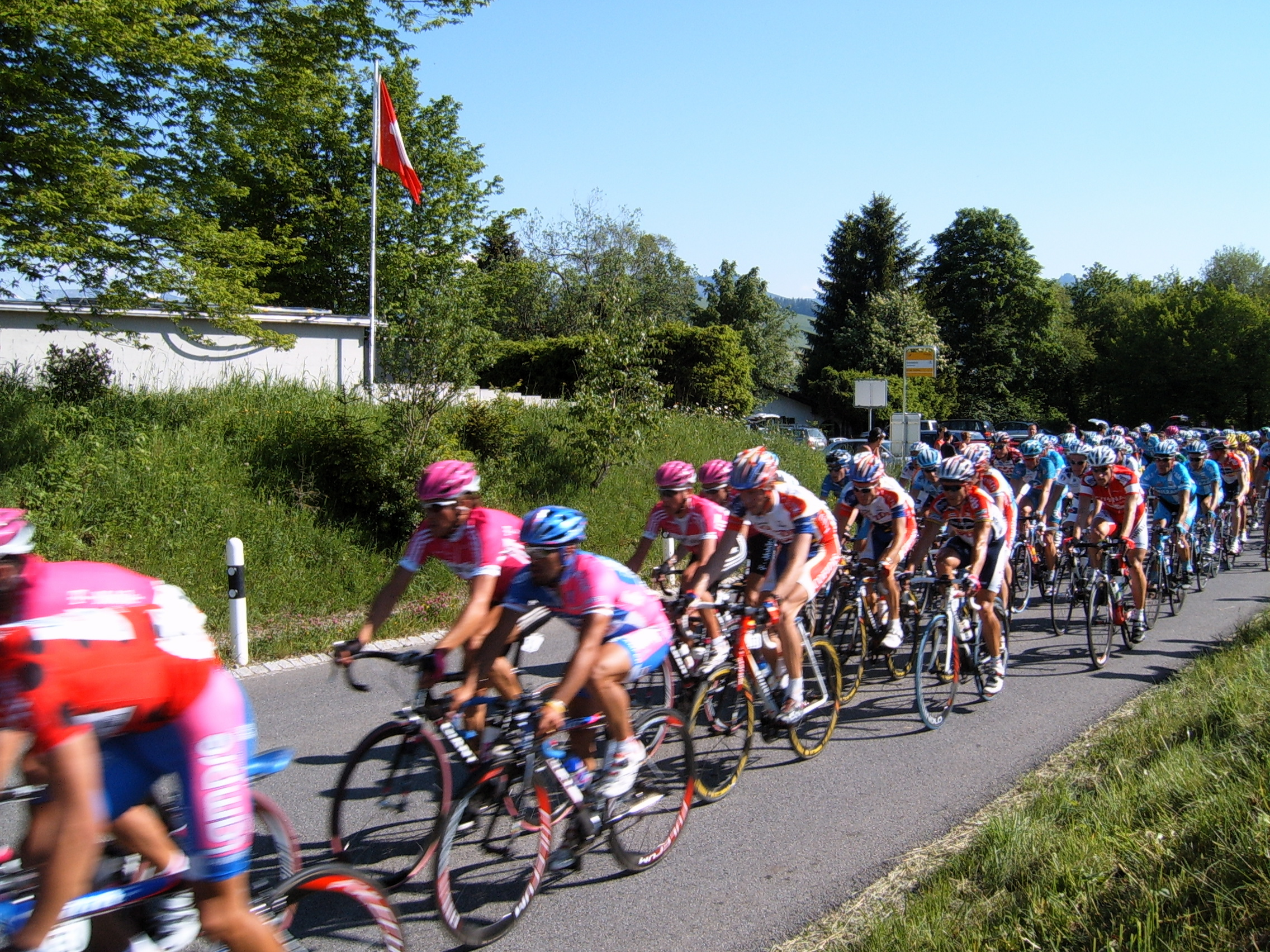
Tour de Suisse 2006, deuxième étape

La deuxième étape s'est déroulée le 11 juin. Daniele Contrini, parti dès le 40e km, a su résister au peloton et l'emporte avec plus de cinq minutes d'avance.
| \| Classement de l'étape \| Classement de l'étape \| Classement de l'étape \| Classement de l'étape \| Classement de l'étape \| \| Coureur \| Coureur \| Pays \| Équipe \| Temps \| \| --------------------- \| --------------------- \| --------------------- \| ------------------------------- \| --------------------- \| \| 1er \| Daniele Contrini \| Italie \| LPR \| 3 h 57 min 08 s \| \| 2e \| Daniele Bennati \| Italie \| Lampre-Fondital \| + 5 min 20 s \| \| 3e \| Erik Zabel \| Allemagne \| Team Milram \| + 5 min 20 s \| \| 4e \| Aurélien Clerc \| Suisse \| Phonak Hearing Systems \| + 5 min 20 s \| \| 5e \| Sébastien Hinault \| France \| Crédit Agricole \| + 5 min 20 s \| \| 6e \| Luciano Pagliarini \| Brésil \| Saunier Duval-Prodir \| + 5 min 20 s \| \| 7e \| Geoffroy Lequatre \| France \| Cofidis-Le Crédit par Téléphone \| + 5 min 20 s \| \| 8e \| Bradley McGee \| Australie \| La Française des jeux \| + 5 min 20 s \| \| 9e \| René Haselbacher \| Autriche \| Gerolsteiner \| + 5 min 20 s \| \| 10e \| Bernhard Eisel \| Autriche \| La Française des jeux \| + 5 min 20 s \| |                    |           |                                 |                 |
| |                    |           |                                 |                 |
| |                    |           |                                 |                 |
| Classement de l'étape |                    |           |                                 |                 |
| Coureur | Coureur            | Pays      | Équipe                          | Temps           |
| 1er | Daniele Contrini   | Italie    | LPR                             | 3 h 57 min 08 s |
| 2e | Daniele Bennati    | Italie    | Lampre-Fondital                 | + 5 min 20 s    |
| 3e | Erik Zabel         | Allemagne | Team Milram                     | + 5 min 20 s    |
| 4e | Aurélien Clerc     | Suisse    | Phonak Hearing Systems          | + 5 min 20 s    |
| 5e | Sébastien Hinault  | France    | Crédit Agricole                 | + 5 min 20 s    |
| 6e | Luciano Pagliarini | Brésil    | Saunier Duval-Prodir            | + 5 min 20 s    |
| 7e | Geoffroy Lequatre  | France    | Cofidis-Le Crédit par Téléphone | + 5 min 20 s    |
| 8e | Bradley McGee      | Australie | La Française des jeux           | + 5 min 20 s    |
| 9e | René Haselbacher   | Autriche  | Gerolsteiner                    | + 5 min 20 s    |
| 10e | Bernhard Eisel     | Autriche  | La Française des jeux           | + 5 min 20 s    |

| \| Classement général \| Classement général \| Classement général \| Classement général \| Classement général \| \| Coureur \| Coureur \| Pays \| Équipe \| Temps \| \| ------------------ \| ------------------ \| ------------------ \| ------------------------------- \| ------------------ \| \| 1er \| Daniele Bennati \| Italie \| Lampre-Fondital \| 7 h 53 min 12 s \| \| 2e \| Tom Boonen \| Belgique \| Quick Step-Innergetic \| + 8 s \| \| 3e \| Michael Albasini \| Suisse \| Liquigas \| + 11 s \| \| 4e \| Geoffroy Lequatre \| France \| Cofidis-Le Crédit par Téléphone \| + 12 s \| \| 5e \| Aliaksandr Usau \| Biélorussie \| AG2R Prévoyance \| + 12 s \| \| 6e \| Alexei Markov \| Russie \| Caisse d'Épargne-Illes Balears \| + 12 s \| \| 7e \| Martin Elmiger \| Suisse \| Phonak Hearing Systems \| + 12 s \| \| 8e \| Karsten Kroon \| Pays-Bas \| CSC \| + 12 s \| \| 9e \| Rubén Pérez \| Espagne \| Euskaltel-Euskadi \| + 12 s \| \| 10e \| David de la Fuente \| Espagne \| Saunier Duval-Prodir \| + 12 s \| |                    |             |                                 |                 |
| |                    |             |                                 |                 |
| |                    |             |                                 |                 |
| Classement général |                    |             |                                 |                 |
| Coureur | Coureur            | Pays        | Équipe                          | Temps           |
| 1er | Daniele Bennati    | Italie      | Lampre-Fondital                 | 7 h 53 min 12 s |
| 2e | Tom Boonen         | Belgique    | Quick Step-Innergetic           | + 8 s           |
| 3e | Michael Albasini   | Suisse      | Liquigas                        | + 11 s          |
| 4e | Geoffroy Lequatre  | France      | Cofidis-Le Crédit par Téléphone | + 12 s          |
| 5e | Aliaksandr Usau    | Biélorussie | AG2R Prévoyance                 | + 12 s          |
| 6e | Alexei Markov      | Russie      | Caisse d'Épargne-Illes Balears  | + 12 s          |
| 7e | Martin Elmiger     | Suisse      | Phonak Hearing Systems          | + 12 s          |
| 8e | Karsten Kroon      | Pays-Bas    | CSC                             | + 12 s          |
| 9e | Rubén Pérez        | Espagne     | Euskaltel-Euskadi               | + 12 s          |
| 10e | David de la Fuente | Espagne     | Saunier Duval-Prodir            | + 12 s          |

### 3eétape
La troisième étape s'est déroulée le 12 juin entre Einsiedeln et Arlesheim sur une distance de 160 km. C'est le Belge Nick Nuyens (Quick Step) qui l'emporte et prend du même coup le maillot de leader.
| \| Classement de l'étape \| Classement de l'étape \| Classement de l'étape \| Classement de l'étape \| Classement de l'étape \| \| Coureur \| Coureur \| Pays \| Équipe \| Temps \| \| --------------------- \| --------------------- \| --------------------- \| ------------------------------- \| --------------------- \| \| 1er \| Nick Nuyens \| Belgique \| Quick Step-Innergetic \| 4 h 15 min 28 s \| \| 2e \| Linus Gerdemann \| Allemagne \| T-Mobile \| + 0 s \| \| 3e \| Jörg Jaksche \| Allemagne \| Würth \| + 0 s \| \| 4e \| Koldo Gil \| Espagne \| Saunier Duval-Prodir \| + 4 s \| \| 5e \| Óscar Freire \| Espagne \| Rabobank \| + 11 s \| \| 6e \| Paolo Bettini \| Italie \| Quick Step-Innergetic \| + 11 s \| \| 7e \| Mikhaylo Khalilov \| Ukraine \| LPR \| + 11 s \| \| 8e \| Geoffroy Lequatre \| France \| Cofidis-Le Crédit par Téléphone \| + 11 s \| \| 9e \| Aliaksandr Usau \| Biélorussie \| AG2R Prévoyance \| + 11 s \| \| 10e \| Cristian Moreni \| Italie \| Cofidis-Le Crédit par Téléphone \| + 11 s \| |                   |             |                                 |                 |
| |                   |             |                                 |                 |
| |                   |             |                                 |                 |
| Classement de l'étape |                   |             |                                 |                 |
| Coureur | Coureur           | Pays        | Équipe                          | Temps           |
| 1er | Nick Nuyens       | Belgique    | Quick Step-Innergetic           | 4 h 15 min 28 s |
| 2e | Linus Gerdemann   | Allemagne   | T-Mobile                        | + 0 s           |
| 3e | Jörg Jaksche      | Allemagne   | Würth                           | + 0 s           |
| 4e | Koldo Gil         | Espagne     | Saunier Duval-Prodir            | + 4 s           |
| 5e | Óscar Freire      | Espagne     | Rabobank                        | + 11 s          |
| 6e | Paolo Bettini     | Italie      | Quick Step-Innergetic           | + 11 s          |
| 7e | Mikhaylo Khalilov | Ukraine     | LPR                             | + 11 s          |
| 8e | Geoffroy Lequatre | France      | Cofidis-Le Crédit par Téléphone | + 11 s          |
| 9e | Aliaksandr Usau   | Biélorussie | AG2R Prévoyance                 | + 11 s          |
| 10e | Cristian Moreni   | Italie      | Cofidis-Le Crédit par Téléphone | + 11 s          |

| \| Classement général \| Classement général \| Classement général \| Classement général \| Classement général \| \| Coureur \| Coureur \| Pays \| Équipe \| Temps \| \| ------------------ \| ------------------ \| ------------------ \| ------------------------------- \| ------------------ \| \| 1er \| Nick Nuyens \| Belgique \| Quick Step-Innergetic \| 12 h 30 min 09 s \| \| 2e \| Linus Gerdemann \| Allemagne \| T-Mobile \| + 5 s \| \| 3e \| Daniele Bennati \| Italie \| Lampre-Fondital \| + 6 s \| \| 4e \| Jörg Jaksche \| Allemagne \| Würth \| + 8 s \| \| 5e \| Tom Boonen \| Belgique \| Quick Step-Innergetic \| + 14 s \| \| 6e \| Michael Albasini \| Suisse \| Liquigas \| + 15 s \| \| 7e \| Koldo Gil \| Espagne \| Saunier Duval-Prodir \| + 17 s \| \| 8e \| Geoffroy Lequatre \| France \| Cofidis-Le Crédit par Téléphone \| + 18 s \| \| 9e \| Aliaksandr Usau \| Biélorussie \| AG2R Prévoyance \| + 18 s \| \| 10e \| David de la Fuente \| Espagne \| Saunier Duval-Prodir \| + 18 s \| |                    |             |                                 |                  |
| |                    |             |                                 |                  |
| |                    |             |                                 |                  |
| Classement général |                    |             |                                 |                  |
| Coureur | Coureur            | Pays        | Équipe                          | Temps            |
| 1er | Nick Nuyens        | Belgique    | Quick Step-Innergetic           | 12 h 30 min 09 s |
| 2e | Linus Gerdemann    | Allemagne   | T-Mobile                        | + 5 s            |
| 3e | Daniele Bennati    | Italie      | Lampre-Fondital                 | + 6 s            |
| 4e | Jörg Jaksche       | Allemagne   | Würth                           | + 8 s            |
| 5e | Tom Boonen         | Belgique    | Quick Step-Innergetic           | + 14 s           |
| 6e | Michael Albasini   | Suisse      | Liquigas                        | + 15 s           |
| 7e | Koldo Gil          | Espagne     | Saunier Duval-Prodir            | + 17 s           |
| 8e | Geoffroy Lequatre  | France      | Cofidis-Le Crédit par Téléphone | + 18 s           |
| 9e | Aliaksandr Usau    | Biélorussie | AG2R Prévoyance                 | + 18 s           |
| 10e | David de la Fuente | Espagne     | Saunier Duval-Prodir            | + 18 s           |

### 4eétape
La quatrième étape s'est déroulée le 13 juin.
| \| Classement de l'étape \| Classement de l'étape \| Classement de l'étape \| Classement de l'étape \| Classement de l'étape \| \| Coureur \| Coureur \| Pays \| Équipe \| Temps \| \| --------------------- \| --------------------- \| --------------------- \| ------------------------------- \| --------------------- \| \| 1er \| Ángel Vicioso \| Espagne \| Würth \| 3 h 45 min 09 s \| \| 2e \| David Herrero \| Espagne \| Euskaltel-Euskadi \| + 0 s \| \| 3e \| Daniele Bennati \| Italie \| Lampre-Fondital \| + 1 s \| \| 4e \| Óscar Freire \| Espagne \| Rabobank \| + 1 s \| \| 5e \| Allan Davis \| Australie \| Würth \| + 1 s \| \| 6e \| Cristian Moreni \| Italie \| Cofidis-Le Crédit par Téléphone \| + 1 s \| \| 7e \| Michael Albasini \| Suisse \| Liquigas \| + 1 s \| \| 8e \| Erik Zabel \| Allemagne \| Team Milram \| + 1 s \| \| 9e \| Beat Zberg \| Suisse \| Gerolsteiner \| + 1 s \| \| 10e \| Kim Kirchen \| Luxembourg \| T-Mobile \| + 1 s \| |                  |            |                                 |                 |
| |                  |            |                                 |                 |
| |                  |            |                                 |                 |
| Classement de l'étape |                  |            |                                 |                 |
| Coureur | Coureur          | Pays       | Équipe                          | Temps           |
| 1er | Ángel Vicioso    | Espagne    | Würth                           | 3 h 45 min 09 s |
| 2e | David Herrero    | Espagne    | Euskaltel-Euskadi               | + 0 s           |
| 3e | Daniele Bennati  | Italie     | Lampre-Fondital                 | + 1 s           |
| 4e | Óscar Freire     | Espagne    | Rabobank                        | + 1 s           |
| 5e | Allan Davis      | Australie  | Würth                           | + 1 s           |
| 6e | Cristian Moreni  | Italie     | Cofidis-Le Crédit par Téléphone | + 1 s           |
| 7e | Michael Albasini | Suisse     | Liquigas                        | + 1 s           |
| 8e | Erik Zabel       | Allemagne  | Team Milram                     | + 1 s           |
| 9e | Beat Zberg       | Suisse     | Gerolsteiner                    | + 1 s           |
| 10e | Kim Kirchen      | Luxembourg | T-Mobile                        | + 1 s           |

| \| Classement général \| Classement général \| Classement général \| Classement général \| Classement général \| \| Coureur \| Coureur \| Pays \| Équipe \| Temps \| \| ------------------ \| ------------------ \| ------------------ \| ---------------------- \| ------------------ \| \| 1er \| Nick Nuyens \| Belgique \| Quick Step-Innergetic \| 16 h 15 min 19 s \| \| 2e \| Daniele Bennati \| Italie \| Lampre-Fondital \| + 2 s \| \| 3e \| Linus Gerdemann \| Allemagne \| T-Mobile \| + 2 s \| \| 4e \| Jörg Jaksche \| Allemagne \| Würth \| + 5 s \| \| 5e \| Ángel Vicioso \| Espagne \| Würth \| + 13 s \| \| 6e \| Michael Albasini \| Suisse \| Liquigas \| + 15 s \| \| 7e \| Koldo Gil \| Espagne \| Saunier Duval-Prodir \| + 16 s \| \| 8e \| David Herrero \| Espagne \| Euskaltel-Euskadi \| + 17 s \| \| 9e \| David de la Fuente \| Espagne \| Saunier Duval-Prodir \| + 18 s \| \| 10e \| Grégory Rast \| Suisse \| Phonak Hearing Systems \| + 18 s \| |                    |           |                        |                  |
| |                    |           |                        |                  |
| |                    |           |                        |                  |
| Classement général |                    |           |                        |                  |
| Coureur | Coureur            | Pays      | Équipe                 | Temps            |
| 1er | Nick Nuyens        | Belgique  | Quick Step-Innergetic  | 16 h 15 min 19 s |
| 2e | Daniele Bennati    | Italie    | Lampre-Fondital        | + 2 s            |
| 3e | Linus Gerdemann    | Allemagne | T-Mobile               | + 2 s            |
| 4e | Jörg Jaksche       | Allemagne | Würth                  | + 5 s            |
| 5e | Ángel Vicioso      | Espagne   | Würth                  | + 13 s           |
| 6e | Michael Albasini   | Suisse    | Liquigas               | + 15 s           |
| 7e | Koldo Gil          | Espagne   | Saunier Duval-Prodir   | + 16 s           |
| 8e | David Herrero      | Espagne   | Euskaltel-Euskadi      | + 17 s           |
| 9e | David de la Fuente | Espagne   | Saunier Duval-Prodir   | + 18 s           |
| 10e | Grégory Rast       | Suisse    | Phonak Hearing Systems | + 18 s           |

### 5eétape
La cinquième étape s'est déroulée le 14 juin. C'est la première étape de ce Tour de Suisse avec une arrivée au sommet (1 376 m).
| \| Classement de l'étape \| Classement de l'étape \| Classement de l'étape \| Classement de l'étape \| Classement de l'étape \| \| Coureur \| Coureur \| Pays \| Équipe \| Temps \| \| --------------------- \| -------------------------- \| --------------------- \| ---------------------- \| --------------------- \| \| 1er \| Steve Morabito \| Suisse \| Phonak Hearing Systems \| 5 h 37 min 48 s \| \| 2e \| Jurgen Van Goolen \| Belgique \| Discovery Channel \| + 14 s \| \| 3e \| Ángel Vicioso \| Espagne \| Würth \| + 16 s \| \| 4e \| Koldo Gil \| Espagne \| Saunier Duval-Prodir \| + 17 s \| \| 5e \| Paolo Bettini \| Italie \| Quick Step-Innergetic \| + 17 s \| \| 6e \| Jan Ullrich \| Allemagne \| T-Mobile \| DQ \| \| 7e \| Fränk Schleck \| Luxembourg \| CSC \| + 17 s \| \| 8e \| Jörg Jaksche \| Allemagne \| Würth \| + 22 s \| \| 9e \| Manuel Beltrán \| Espagne \| Discovery Channel \| + 22 s \| \| 10e \| José Ángel Gómez Marchante \| Espagne \| Saunier Duval-Prodir \| + 22 s \| |                            |            |                        |                 |
| |                            |            |                        |                 |
| |                            |            |                        |                 |
| Classement de l'étape |                            |            |                        |                 |
| Coureur | Coureur                    | Pays       | Équipe                 | Temps           |
| 1er | Steve Morabito             | Suisse     | Phonak Hearing Systems | 5 h 37 min 48 s |
| 2e | Jurgen Van Goolen          | Belgique   | Discovery Channel      | + 14 s          |
| 3e | Ángel Vicioso              | Espagne    | Würth                  | + 16 s          |
| 4e | Koldo Gil                  | Espagne    | Saunier Duval-Prodir   | + 17 s          |
| 5e | Paolo Bettini              | Italie     | Quick Step-Innergetic  | + 17 s          |
| 6e | Jan Ullrich                | Allemagne  | T-Mobile               | DQ              |
| 7e | Fränk Schleck              | Luxembourg | CSC                    | + 17 s          |
| 8e | Jörg Jaksche               | Allemagne  | Würth                  | + 22 s          |
| 9e | Manuel Beltrán             | Espagne    | Discovery Channel      | + 22 s          |
| 10e | José Ángel Gómez Marchante | Espagne    | Saunier Duval-Prodir   | + 22 s          |

| \| Classement général \| Classement général \| Classement général \| Classement général \| Classement général \| \| Coureur \| Coureur \| Pays \| Équipe \| Temps \| \| ------------------ \| -------------------------- \| ------------------ \| -------------------- \| ------------------ \| \| 1er \| Ángel Vicioso \| Espagne \| Würth \| 21 h 53 min 31 s \| \| 2e \| Jörg Jaksche \| Allemagne \| Würth \| + 2 s \| \| 3e \| Linus Gerdemann \| Allemagne \| T-Mobile \| + 3 s \| \| 4e \| Koldo Gil \| Espagne \| Saunier Duval-Prodir \| + 8 s \| \| 5e \| David Cañada \| Espagne \| Saunier Duval-Prodir \| + 15 s \| \| 6e \| Fränk Schleck \| Luxembourg \| CSC \| + 16 s \| \| 7e \| Jan Ullrich \| Allemagne \| T-Mobile \| DQ \| \| 8e \| Beat Zberg \| Suisse \| Gerolsteiner \| + 18 s \| \| 9e \| Alexandre Botcharov \| Russie \| Crédit Agricole \| + 19 s \| \| 10e \| José Ángel Gómez Marchante \| Espagne \| Saunier Duval-Prodir \| + 19 s \| |                            |            |                      |                  |
| |                            |            |                      |                  |
| |                            |            |                      |                  |
| Classement général |                            |            |                      |                  |
| Coureur | Coureur                    | Pays       | Équipe               | Temps            |
| 1er | Ángel Vicioso              | Espagne    | Würth                | 21 h 53 min 31 s |
| 2e | Jörg Jaksche               | Allemagne  | Würth                | + 2 s            |
| 3e | Linus Gerdemann            | Allemagne  | T-Mobile             | + 3 s            |
| 4e | Koldo Gil                  | Espagne    | Saunier Duval-Prodir | + 8 s            |
| 5e | David Cañada               | Espagne    | Saunier Duval-Prodir | + 15 s           |
| 6e | Fränk Schleck              | Luxembourg | CSC                  | + 16 s           |
| 7e | Jan Ullrich                | Allemagne  | T-Mobile             | DQ               |
| 8e | Beat Zberg                 | Suisse     | Gerolsteiner         | + 18 s           |
| 9e | Alexandre Botcharov        | Russie     | Crédit Agricole      | + 19 s           |
| 10e | José Ángel Gómez Marchante | Espagne    | Saunier Duval-Prodir | + 19 s           |

### 6eétape
La sixième étape s'est déroulée le 15 juin. Il s'agissait de l'étape décisive, durant laquelle les écarts au classement général se sont véritablement faits.
| \| Classement de l'étape \| Classement de l'étape \| Classement de l'étape \| Classement de l'étape \| Classement de l'étape \| \| Coureur \| Coureur \| Pays \| Équipe \| Temps \| \| --------------------- \| -------------------------- \| --------------------- \| --------------------- \| --------------------- \| \| 1er \| Koldo Gil \| Espagne \| Saunier Duval-Prodir \| 5 h 49 min 52 s \| \| 2e \| Jörg Jaksche \| Allemagne \| Würth \| + 36 s \| \| 3e \| Jan Ullrich \| Allemagne \| T-Mobile \| DQ \| \| 4e \| José Ángel Gómez Marchante \| Espagne \| Saunier Duval-Prodir \| + 1 min 39 s \| \| 5e \| Simon Gerrans \| Australie \| AG2R Prévoyance \| + 1 min 47 s \| \| 6e \| Fränk Schleck \| Luxembourg \| CSC \| + 2 min 09 s \| \| 7e \| Janez Brajkovič \| Slovénie \| Discovery Channel \| + 2 min 09 s \| \| 8e \| Giampaolo Caruso \| Italie \| Würth \| + 2 min 09 s \| \| 9e \| Ángel Vicioso \| Espagne \| Würth \| + 2 min 09 s \| \| 10e \| David Cañada \| Espagne \| Saunier Duval-Prodir \| + 3 min 29 s \| |                            |            |                      |                 |
| |                            |            |                      |                 |
| |                            |            |                      |                 |
| Classement de l'étape |                            |            |                      |                 |
| Coureur | Coureur                    | Pays       | Équipe               | Temps           |
| 1er | Koldo Gil                  | Espagne    | Saunier Duval-Prodir | 5 h 49 min 52 s |
| 2e | Jörg Jaksche               | Allemagne  | Würth                | + 36 s          |
| 3e | Jan Ullrich                | Allemagne  | T-Mobile             | DQ              |
| 4e | José Ángel Gómez Marchante | Espagne    | Saunier Duval-Prodir | + 1 min 39 s    |
| 5e | Simon Gerrans              | Australie  | AG2R Prévoyance      | + 1 min 47 s    |
| 6e | Fränk Schleck              | Luxembourg | CSC                  | + 2 min 09 s    |
| 7e | Janez Brajkovič            | Slovénie   | Discovery Channel    | + 2 min 09 s    |
| 8e | Giampaolo Caruso           | Italie     | Würth                | + 2 min 09 s    |
| 9e | Ángel Vicioso              | Espagne    | Würth                | + 2 min 09 s    |
| 10e | David Cañada               | Espagne    | Saunier Duval-Prodir | + 3 min 29 s    |

| \| Classement général \| Classement général \| Classement général \| Classement général \| Classement général \| \| Coureur \| Coureur \| Pays \| Équipe \| Temps \| \| ------------------ \| -------------------------- \| ------------------ \| -------------------- \| ------------------ \| \| 1er \| Koldo Gil \| Espagne \| Saunier Duval-Prodir \| 27 h 43 min 21 s \| \| 2e \| Jörg Jaksche \| Allemagne \| Würth \| + 34 s \| \| 3e \| Jan Ullrich \| Allemagne \| T-Mobile \| DQ \| \| 4e \| José Ángel Gómez Marchante \| Espagne \| Saunier Duval-Prodir \| + 2 min 00 s \| \| 5e \| Ángel Vicioso \| Espagne \| Würth \| + 2 min 11 s \| \| 6e \| Fränk Schleck \| Luxembourg \| CSC \| + 2 min 27 s \| \| 7e \| Giampaolo Caruso \| Italie \| Würth \| + 2 min 32 s \| \| 8e \| Janez Brajkovič \| Slovénie \| Discovery Channel \| + 2 min 36 s \| \| 9e \| Linus Gerdemann \| Allemagne \| T-Mobile \| + 3 min 34 s \| \| 10e \| David Cañada \| Espagne \| Saunier Duval-Prodir \| + 3 min 46 s \| |                            |            |                      |                  |
| |                            |            |                      |                  |
| |                            |            |                      |                  |
| Classement général |                            |            |                      |                  |
| Coureur | Coureur                    | Pays       | Équipe               | Temps            |
| 1er | Koldo Gil                  | Espagne    | Saunier Duval-Prodir | 27 h 43 min 21 s |
| 2e | Jörg Jaksche               | Allemagne  | Würth                | + 34 s           |
| 3e | Jan Ullrich                | Allemagne  | T-Mobile             | DQ               |
| 4e | José Ángel Gómez Marchante | Espagne    | Saunier Duval-Prodir | + 2 min 00 s     |
| 5e | Ángel Vicioso              | Espagne    | Würth                | + 2 min 11 s     |
| 6e | Fränk Schleck              | Luxembourg | CSC                  | + 2 min 27 s     |
| 7e | Giampaolo Caruso           | Italie     | Würth                | + 2 min 32 s     |
| 8e | Janez Brajkovič            | Slovénie   | Discovery Channel    | + 2 min 36 s     |
| 9e | Linus Gerdemann            | Allemagne  | T-Mobile             | + 3 min 34 s     |
| 10e | David Cañada               | Espagne    | Saunier Duval-Prodir | + 3 min 46 s     |

### 7eétape
La septième étape s'est déroulée le 16 juin.
Óscar Freire qui faisait partie d'une échappée s'est imposé en "solitaire", il a su résister au retour du peloton notamment en lâchant ses compagnons d'échappée à 3 km de la fin en passant par-dessus un trottoir tel un cyclocross pour passer par le virage intérieur d'un giratoire.
| \| Classement de l'étape \| Classement de l'étape \| Classement de l'étape \| Classement de l'étape \| Classement de l'étape \| \| Coureur \| Coureur \| Pays \| Équipe \| Temps \| \| --------------------- \| --------------------- \| --------------------- \| ------------------------------ \| --------------------- \| \| 1er \| Óscar Freire \| Espagne \| Rabobank \| 5 h 38 min 49 s \| \| 2e \| Daniele Bennati \| Italie \| Lampre-Fondital \| + 3 s \| \| 3e \| Erik Zabel \| Allemagne \| Team Milram \| + 3 s \| \| 4e \| Sébastien Hinault \| France \| Crédit Agricole \| + 3 s \| \| 5e \| Markus Zberg \| Suisse \| Gerolsteiner \| + 3 s \| \| 6e \| Tom Boonen \| Belgique \| Quick Step-Innergetic \| + 3 s \| \| 7e \| Gert Steegmans \| Belgique \| Davitamon-Lotto \| + 3 s \| \| 8e \| Allan Davis \| Australie \| Würth \| + 3 s \| \| 9e \| Alexei Markov \| Russie \| Caisse d'Épargne-Illes Balears \| + 3 s \| \| 10e \| Giuseppe Guerini \| Italie \| T-Mobile \| + 3 s \| |                   |           |                                |                 |
| |                   |           |                                |                 |
| |                   |           |                                |                 |
| Classement de l'étape |                   |           |                                |                 |
| Coureur | Coureur           | Pays      | Équipe                         | Temps           |
| 1er | Óscar Freire      | Espagne   | Rabobank                       | 5 h 38 min 49 s |
| 2e | Daniele Bennati   | Italie    | Lampre-Fondital                | + 3 s           |
| 3e | Erik Zabel        | Allemagne | Team Milram                    | + 3 s           |
| 4e | Sébastien Hinault | France    | Crédit Agricole                | + 3 s           |
| 5e | Markus Zberg      | Suisse    | Gerolsteiner                   | + 3 s           |
| 6e | Tom Boonen        | Belgique  | Quick Step-Innergetic          | + 3 s           |
| 7e | Gert Steegmans    | Belgique  | Davitamon-Lotto                | + 3 s           |
| 8e | Allan Davis       | Australie | Würth                          | + 3 s           |
| 9e | Alexei Markov     | Russie    | Caisse d'Épargne-Illes Balears | + 3 s           |
| 10e | Giuseppe Guerini  | Italie    | T-Mobile                       | + 3 s           |

| \| Classement général \| Classement général \| Classement général \| Classement général \| Classement général \| \| Coureur \| Coureur \| Pays \| Équipe \| Temps \| \| ------------------ \| -------------------------- \| ------------------ \| -------------------- \| ------------------ \| \| 1er \| Koldo Gil \| Espagne \| Saunier Duval-Prodir \| 33 h 22 min 21 s \| \| 2e \| Jörg Jaksche \| Allemagne \| Würth \| + 30 s \| \| 3e \| Jan Ullrich \| Allemagne \| T-Mobile \| DQ \| \| 4e \| Ángel Vicioso \| Espagne \| Würth \| + 2 min 03 s \| \| 5e \| José Ángel Gómez Marchante \| Espagne \| Saunier Duval-Prodir \| + 2 min 15 s \| \| 6e \| Fränk Schleck \| Luxembourg \| CSC \| + 2 min 22 s \| \| 7e \| Janez Brajkovič \| Slovénie \| Discovery Channel \| + 2 min 36 s \| \| 8e \| Giampaolo Caruso \| Italie \| Würth \| + 2 min 45 s \| \| 9e \| Linus Gerdemann \| Allemagne \| T-Mobile \| + 3 min 30 s \| \| 10e \| Alexandre Botcharov \| Russie \| Crédit Agricole \| + 3 min 42 s \| |                            |            |                      |                  |
| |                            |            |                      |                  |
| |                            |            |                      |                  |
| Classement général |                            |            |                      |                  |
| Coureur | Coureur                    | Pays       | Équipe               | Temps            |
| 1er | Koldo Gil                  | Espagne    | Saunier Duval-Prodir | 33 h 22 min 21 s |
| 2e | Jörg Jaksche               | Allemagne  | Würth                | + 30 s           |
| 3e | Jan Ullrich                | Allemagne  | T-Mobile             | DQ               |
| 4e | Ángel Vicioso              | Espagne    | Würth                | + 2 min 03 s     |
| 5e | José Ángel Gómez Marchante | Espagne    | Saunier Duval-Prodir | + 2 min 15 s     |
| 6e | Fränk Schleck              | Luxembourg | CSC                  | + 2 min 22 s     |
| 7e | Janez Brajkovič            | Slovénie   | Discovery Channel    | + 2 min 36 s     |
| 8e | Giampaolo Caruso           | Italie     | Würth                | + 2 min 45 s     |
| 9e | Linus Gerdemann            | Allemagne  | T-Mobile             | + 3 min 30 s     |
| 10e | Alexandre Botcharov        | Russie     | Crédit Agricole      | + 3 min 42 s     |

### 8eétape
La huitième étape s'est déroulée le 17 juin.
| \| Classement de l'étape \| Classement de l'étape \| Classement de l'étape \| Classement de l'étape \| Classement de l'étape \| \| Coureur \| Coureur \| Pays \| Équipe \| Temps \| \| --------------------- \| --------------------- \| --------------------- \| ---------------------- \| --------------------- \| \| 1er \| Alberto Contador \| Espagne \| Würth \| 4 h 19 min 03 s \| \| 2e \| David Herrero \| Espagne \| Euskaltel-Euskadi \| + 34 s \| \| 3e \| Cadel Evans \| Australie \| Davitamon-Lotto \| + 34 s \| \| 4e \| Alexandre Moos \| Suisse \| Phonak Hearing Systems \| + 37 s \| \| 5e \| Koldo Gil \| Espagne \| Saunier Duval-Prodir \| + 37 s \| \| 6e \| Alexandre Botcharov \| Russie \| Crédit Agricole \| + 37 s \| \| 7e \| Jan Ullrich \| Allemagne \| T-Mobile \| DQ \| \| 8e \| Linus Gerdemann \| Allemagne \| T-Mobile \| + 37 s \| \| 9e \| Jörg Jaksche \| Allemagne \| Würth \| + 37 s \| \| 10e \| Fränk Schleck \| Luxembourg \| CSC \| + 37 s \| |                     |            |                        |                 |
| |                     |            |                        |                 |
| |                     |            |                        |                 |
| Classement de l'étape |                     |            |                        |                 |
| Coureur | Coureur             | Pays       | Équipe                 | Temps           |
| 1er | Alberto Contador    | Espagne    | Würth                  | 4 h 19 min 03 s |
| 2e | David Herrero       | Espagne    | Euskaltel-Euskadi      | + 34 s          |
| 3e | Cadel Evans         | Australie  | Davitamon-Lotto        | + 34 s          |
| 4e | Alexandre Moos      | Suisse     | Phonak Hearing Systems | + 37 s          |
| 5e | Koldo Gil           | Espagne    | Saunier Duval-Prodir   | + 37 s          |
| 6e | Alexandre Botcharov | Russie     | Crédit Agricole        | + 37 s          |
| 7e | Jan Ullrich         | Allemagne  | T-Mobile               | DQ              |
| 8e | Linus Gerdemann     | Allemagne  | T-Mobile               | + 37 s          |
| 9e | Jörg Jaksche        | Allemagne  | Würth                  | + 37 s          |
| 10e | Fränk Schleck       | Luxembourg | CSC                    | + 37 s          |

| \| Classement général \| Classement général \| Classement général \| Classement général \| Classement général \| \| Coureur \| Coureur \| Pays \| Équipe \| Temps \| \| ------------------ \| ------------------- \| ------------------ \| ------------------------------ \| ------------------ \| \| 1er \| Koldo Gil \| Espagne \| Saunier Duval-Prodir \| 37 h 42 min 01 s \| \| 2e \| Jörg Jaksche \| Allemagne \| Würth \| + 30 s \| \| 3e \| Jan Ullrich \| Allemagne \| T-Mobile \| DQ \| \| 4e \| Ángel Vicioso \| Espagne \| Würth \| + 2 min 03 s \| \| 5e \| Fränk Schleck \| Luxembourg \| CSC \| + 2 min 22 s \| \| 6e \| Janez Brajkovič \| Slovénie \| Discovery Channel \| + 2 min 36 s \| \| 7e \| Giampaolo Caruso \| Italie \| Würth \| + 2 min 45 s \| \| 8e \| Linus Gerdemann \| Allemagne \| T-Mobile \| + 3 min 30 s \| \| 9e \| Alexandre Botcharov \| Russie \| Crédit Agricole \| + 3 min 42 s \| \| 10e \| Vladimir Karpets \| Russie \| Caisse d'Épargne-Illes Balears \| + 4 min 15 s \| |                     |            |                                |                  |
| |                     |            |                                |                  |
| |                     |            |                                |                  |
| Classement général |                     |            |                                |                  |
| Coureur | Coureur             | Pays       | Équipe                         | Temps            |
| 1er | Koldo Gil           | Espagne    | Saunier Duval-Prodir           | 37 h 42 min 01 s |
| 2e | Jörg Jaksche        | Allemagne  | Würth                          | + 30 s           |
| 3e | Jan Ullrich         | Allemagne  | T-Mobile                       | DQ               |
| 4e | Ángel Vicioso       | Espagne    | Würth                          | + 2 min 03 s     |
| 5e | Fränk Schleck       | Luxembourg | CSC                            | + 2 min 22 s     |
| 6e | Janez Brajkovič     | Slovénie   | Discovery Channel              | + 2 min 36 s     |
| 7e | Giampaolo Caruso    | Italie     | Würth                          | + 2 min 45 s     |
| 8e | Linus Gerdemann     | Allemagne  | T-Mobile                       | + 3 min 30 s     |
| 9e | Alexandre Botcharov | Russie     | Crédit Agricole                | + 3 min 42 s     |
| 10e | Vladimir Karpets    | Russie     | Caisse d'Épargne-Illes Balears | + 4 min 15 s     |

### 9eétape
La neuvième et dernière étape s'est déroulée le 18 juin. Il s'agissait d'un contre-la-montre de 30 km entre Kerzers et Berne.
L'Espagnol Koldo Gil qui était le leader au classement général, devait tenter de résister à ses deux poursuivants, Jörg Jaksche et surtout Jan Ullrich qui partait favori pour cette étape. Koldo Gil bien qu'ayant effectué un très bon contre-la-montre, ne parvient pas à garder ses 50 secondes d'avance sur Jan Ullrich qui remporte cette étape et cette édition du Tour de Suisse. Il est par la suite disqualifié pour dopage.
| \| Classement de l'étape \| Classement de l'étape \| Classement de l'étape \| Classement de l'étape \| Classement de l'étape \| \| Coureur \| Coureur \| Pays \| Équipe \| Temps \| \| --------------------- \| --------------------- \| --------------------- \| ------------------------------ \| --------------------- \| \| 1er \| Jan Ullrich \| Allemagne \| T-Mobile \| DQ \| \| 2e \| Cadel Evans \| Australie \| Davitamon-Lotto \| + 23 s \| \| 3e \| Ángel Vicioso \| Espagne \| Würth \| + 31 s \| \| 4e \| Janez Brajkovič \| Slovénie \| Discovery Channel \| + 47 s \| \| 5e \| Linus Gerdemann \| Allemagne \| T-Mobile \| + 51 s \| \| 6e \| Christian Vande Velde \| États-Unis \| CSC \| + 53 s \| \| 7e \| Kim Kirchen \| Luxembourg \| T-Mobile \| + 1 min 01 s \| \| 8e \| Vladimir Karpets \| Russie \| Caisse d'Épargne-Illes Balears \| + 1 min 02 s \| \| 9e \| Koldo Gil \| Espagne \| Saunier Duval-Prodir \| + 1 min 14 s \| \| 10e \| Jörg Jaksche \| Allemagne \| Würth \| + 1 min 23 s \| |                       |            |                                |              |
| |                       |            |                                |              |
| |                       |            |                                |              |
| Classement de l'étape |                       |            |                                |              |
| Coureur | Coureur               | Pays       | Équipe                         | Temps        |
| 1er | Jan Ullrich           | Allemagne  | T-Mobile                       | DQ           |
| 2e | Cadel Evans           | Australie  | Davitamon-Lotto                | + 23 s       |
| 3e | Ángel Vicioso         | Espagne    | Würth                          | + 31 s       |
| 4e | Janez Brajkovič       | Slovénie   | Discovery Channel              | + 47 s       |
| 5e | Linus Gerdemann       | Allemagne  | T-Mobile                       | + 51 s       |
| 6e | Christian Vande Velde | États-Unis | CSC                            | + 53 s       |
| 7e | Kim Kirchen           | Luxembourg | T-Mobile                       | + 1 min 01 s |
| 8e | Vladimir Karpets      | Russie     | Caisse d'Épargne-Illes Balears | + 1 min 02 s |
| 9e | Koldo Gil             | Espagne    | Saunier Duval-Prodir           | + 1 min 14 s |
| 10e | Jörg Jaksche          | Allemagne  | Würth                          | + 1 min 23 s |

| \| Classement général \| Classement général \| Classement général \| Classement général \| Classement général \| \| Coureur \| Coureur \| Pays \| Équipe \| Temps \| \| ------------------ \| ------------------ \| ------------------ \| ------------------------------ \| ------------------ \| \| 1er \| Jan Ullrich \| Allemagne \| T-Mobile \| DQ \| \| 2e \| Koldo Gil \| Espagne \| Saunier Duval-Prodir \| + 24 s \| \| 3e \| Jörg Jaksche \| Allemagne \| Würth \| + 1 min 03 s \| \| 4e \| Ángel Vicioso \| Espagne \| Würth \| + 1 min 44 s \| \| 5e \| Janez Brajkovič \| Slovénie \| Discovery Channel \| + 2 min 33 s \| \| 6e \| Fränk Schleck \| Luxembourg \| CSC \| + 2 min 56 s \| \| 7e \| Linus Gerdemann \| Allemagne \| T-Mobile \| + 3 min 31 s \| \| 8e \| Giampaolo Caruso \| Italie \| Würth \| + 4 min 20 s \| \| 9e \| Vladimir Karpets \| Russie \| Caisse d'Épargne-Illes Balears \| + 4 min 27 s \| \| 10e \| Cadel Evans \| Australie \| Davitamon-Lotto \| + 5 min 01 s \| |                  |            |                                |              |
| |                  |            |                                |              |
| |                  |            |                                |              |
| Classement général |                  |            |                                |              |
| Coureur | Coureur          | Pays       | Équipe                         | Temps        |
| 1er | Jan Ullrich      | Allemagne  | T-Mobile                       | DQ           |
| 2e | Koldo Gil        | Espagne    | Saunier Duval-Prodir           | + 24 s       |
| 3e | Jörg Jaksche     | Allemagne  | Würth                          | + 1 min 03 s |
| 4e | Ángel Vicioso    | Espagne    | Würth                          | + 1 min 44 s |
| 5e | Janez Brajkovič  | Slovénie   | Discovery Channel              | + 2 min 33 s |
| 6e | Fränk Schleck    | Luxembourg | CSC                            | + 2 min 56 s |
| 7e | Linus Gerdemann  | Allemagne  | T-Mobile                       | + 3 min 31 s |
| 8e | Giampaolo Caruso | Italie     | Würth                          | + 4 min 20 s |
| 9e | Vladimir Karpets | Russie     | Caisse d'Épargne-Illes Balears | + 4 min 27 s |
| 10e | Cadel Evans      | Australie  | Davitamon-Lotto                | + 5 min 01 s |

## Classements finals

### Classement général
| \| Classement général \| Classement général \| Classement général \| Classement général \| Classement général \| \| Coureur \| Coureur \| Pays \| Équipe \| Temps \| \| ------------------ \| ------------------ \| ------------------ \| ------------------------------ \| ------------------ \| \| 1er \| Jan Ullrich \| Allemagne \| T-Mobile \| DQ \| \| 2e \| Koldo Gil \| Espagne \| Saunier Duval-Prodir \| + 24 s \| \| 3e \| Jörg Jaksche \| Allemagne \| Würth \| + 1 min 03 s \| \| 4e \| Ángel Vicioso \| Espagne \| Würth \| + 1 min 44 s \| \| 5e \| Janez Brajkovič \| Slovénie \| Discovery Channel \| + 2 min 33 s \| \| 6e \| Fränk Schleck \| Luxembourg \| CSC \| + 2 min 56 s \| \| 7e \| Linus Gerdemann \| Allemagne \| T-Mobile \| + 3 min 31 s \| \| 8e \| Giampaolo Caruso \| Italie \| Würth \| + 4 min 20 s \| \| 9e \| Vladimir Karpets \| Russie \| Caisse d'Épargne-Illes Balears \| + 4 min 27 s \| \| 10e \| Cadel Evans \| Australie \| Davitamon-Lotto \| + 5 min 01 s \| |                  |            |                                |              |
| |                  |            |                                |              |
| |                  |            |                                |              |
| Classement général |                  |            |                                |              |
| Coureur | Coureur          | Pays       | Équipe                         | Temps        |
| 1er | Jan Ullrich      | Allemagne  | T-Mobile                       | DQ           |
| 2e | Koldo Gil        | Espagne    | Saunier Duval-Prodir           | + 24 s       |
| 3e | Jörg Jaksche     | Allemagne  | Würth                          | + 1 min 03 s |
| 4e | Ángel Vicioso    | Espagne    | Würth                          | + 1 min 44 s |
| 5e | Janez Brajkovič  | Slovénie   | Discovery Channel              | + 2 min 33 s |
| 6e | Fränk Schleck    | Luxembourg | CSC                            | + 2 min 56 s |
| 7e | Linus Gerdemann  | Allemagne  | T-Mobile                       | + 3 min 31 s |
| 8e | Giampaolo Caruso | Italie     | Würth                          | + 4 min 20 s |
| 9e | Vladimir Karpets | Russie     | Caisse d'Épargne-Illes Balears | + 4 min 27 s |
| 10e | Cadel Evans      | Australie  | Davitamon-Lotto                | + 5 min 01 s |

| Classement par points | Classement par points | Classement par points | Classement par points           | Classement par points |
| Coureur               | Coureur               | Pays                  | Équipe                          | Points                |
| --------------------- | --------------------- | --------------------- | ------------------------------- | --------------------- |
| 1er                   | Daniele Bennati       | Italie                | Lampre-Fondital                 | 71 pts                |
| 2e                    | Ángel Vicioso         | Espagne               | Würth                           | 51 pts                |
| 3e                    | Koldo Gil             | Espagne               | Saunier Duval-Prodir            | 49 pts                |
| 4e                    | Jörg Jaksche          | Allemagne             | Würth                           | 40 pts                |
| 5e                    | Erik Zabel            | Allemagne             | Team Milram                     | 39 pts                |
| 6e                    | Jan Ullrich           | Allemagne             | T-Mobile                        | DQ                    |
| 7e                    | David Herrero         | Espagne               | Euskaltel-Euskadi               | 36 pts                |
| 8e                    | Linus Gerdemann       | Allemagne             | T-Mobile                        | 35 pts                |
| 9e                    | Geoffroy Lequatre     | France                | Cofidis-Le Crédit par Téléphone | 30 pts                |
| 10e                   | Allan Davis           | Australie             | Würth                           | 27 pts                |

| Classement par points | Classement par points | Classement par points | Classement par points           | Classement par points |
| Coureur               | Coureur               | Pays                  | Équipe                          | Points                |
| --------------------- | --------------------- | --------------------- | ------------------------------- | --------------------- |
| 1er                   | Daniele Bennati       | Italie                | Lampre-Fondital                 | 71 pts                |
| 2e                    | Ángel Vicioso         | Espagne               | Würth                           | 51 pts                |
| 3e                    | Koldo Gil             | Espagne               | Saunier Duval-Prodir            | 49 pts                |
| 4e                    | Jörg Jaksche          | Allemagne             | Würth                           | 40 pts                |
| 5e                    | Erik Zabel            | Allemagne             | Team Milram                     | 39 pts                |
| 6e                    | Jan Ullrich           | Allemagne             | T-Mobile                        | DQ                    |
| 7e                    | David Herrero         | Espagne               | Euskaltel-Euskadi               | 36 pts                |
| 8e                    | Linus Gerdemann       | Allemagne             | T-Mobile                        | 35 pts                |
| 9e                    | Geoffroy Lequatre     | France                | Cofidis-Le Crédit par Téléphone | 30 pts                |
| 10e                   | Allan Davis           | Australie             | Würth                           | 27 pts                |

| Classement de la montagne | Classement de la montagne | Classement de la montagne | Classement de la montagne      | Classement de la montagne |
| Coureur                   | Coureur                   | Pays                      | Équipe                         | Points                    |
| ------------------------- | ------------------------- | ------------------------- | ------------------------------ | ------------------------- |
| 1er                       | Michael Albasini          | Suisse                    | Liquigas                       | 61 pts                    |
| 2e                        | Sven Montgomery           | Suisse                    | Gerolsteiner                   | 40 pts                    |
| 3e                        | Francesco Bellotti        | Italie                    | Crédit Agricole                | 29 pts                    |
| 4e                        | Alberto Contador          | Espagne                   | Würth                          | 23 pts                    |
| 5e                        | Marco Fertonani           | Italie                    | Caisse d'Épargne-Illes Balears | 23 pts                    |
| 6e                        | Alexandre Moos            | Suisse                    | Phonak Hearing Systems         | 23 pts                    |
| 7e                        | Koldo Gil                 | Espagne                   | Saunier Duval-Prodir           | 22 pts                    |
| 8e                        | Martin Elmiger            | Suisse                    | Phonak Hearing Systems         | 15 pts                    |
| 9e                        | Jan Ullrich               | Allemagne                 | T-Mobile                       | DQ                        |
| 10e                       | José Antonio Redondo      | Espagne                   | Würth                          | 14 pts                    |

| Classement de la montagne | Classement de la montagne | Classement de la montagne | Classement de la montagne      | Classement de la montagne |
| Coureur                   | Coureur                   | Pays                      | Équipe                         | Points                    |
| ------------------------- | ------------------------- | ------------------------- | ------------------------------ | ------------------------- |
| 1er                       | Michael Albasini          | Suisse                    | Liquigas                       | 61 pts                    |
| 2e                        | Sven Montgomery           | Suisse                    | Gerolsteiner                   | 40 pts                    |
| 3e                        | Francesco Bellotti        | Italie                    | Crédit Agricole                | 29 pts                    |
| 4e                        | Alberto Contador          | Espagne                   | Würth                          | 23 pts                    |
| 5e                        | Marco Fertonani           | Italie                    | Caisse d'Épargne-Illes Balears | 23 pts                    |
| 6e                        | Alexandre Moos            | Suisse                    | Phonak Hearing Systems         | 23 pts                    |
| 7e                        | Koldo Gil                 | Espagne                   | Saunier Duval-Prodir           | 22 pts                    |
| 8e                        | Martin Elmiger            | Suisse                    | Phonak Hearing Systems         | 15 pts                    |
| 9e                        | Jan Ullrich               | Allemagne                 | T-Mobile                       | DQ                        |
| 10e                       | José Antonio Redondo      | Espagne                   | Würth                          | 14 pts                    |

| Classement des sprints | Classement des sprints | Classement des sprints | Classement des sprints | Classement des sprints |
| Coureur                | Coureur                | Pays                   | Équipe                 | Points                 |
| ---------------------- | ---------------------- | ---------------------- | ---------------------- | ---------------------- |
| 1er                    | Michael Albasini       | Suisse                 | Liquigas               | 21 pts                 |
| 2e                     | Alberto Contador       | Espagne                | Würth                  | 12 pts                 |
| 3e                     | Aliaksandr Usau        | Biélorussie            | AG2R Prévoyance        | 12 pts                 |
| 4e                     | Beat Zberg             | Suisse                 | Gerolsteiner           | 10 pts                 |
| 5e                     | Linus Gerdemann        | Allemagne              | T-Mobile               | 9 pts                  |
| 6e                     | Michael Rogers         | Australie              | T-Mobile               | 9 pts                  |
| 7e                     | Jörg Jaksche           | Allemagne              | Würth                  | 7 pts                  |
| 8e                     | José Antonio Redondo   | Espagne                | Würth                  | 7 pts                  |
| 9e                     | Steve Zampieri         | Suisse                 | Phonak Hearing Systems | 4 pts                  |
| 10e                    | Simon Gerrans          | Australie              | AG2R Prévoyance        | 4 pts                  |

| Classement des sprints | Classement des sprints | Classement des sprints | Classement des sprints | Classement des sprints |
| Coureur                | Coureur                | Pays                   | Équipe                 | Points                 |
| ---------------------- | ---------------------- | ---------------------- | ---------------------- | ---------------------- |
| 1er                    | Michael Albasini       | Suisse                 | Liquigas               | 21 pts                 |
| 2e                     | Alberto Contador       | Espagne                | Würth                  | 12 pts                 |
| 3e                     | Aliaksandr Usau        | Biélorussie            | AG2R Prévoyance        | 12 pts                 |
| 4e                     | Beat Zberg             | Suisse                 | Gerolsteiner           | 10 pts                 |
| 5e                     | Linus Gerdemann        | Allemagne              | T-Mobile               | 9 pts                  |
| 6e                     | Michael Rogers         | Australie              | T-Mobile               | 9 pts                  |
| 7e                     | Jörg Jaksche           | Allemagne              | Würth                  | 7 pts                  |
| 8e                     | José Antonio Redondo   | Espagne                | Würth                  | 7 pts                  |
| 9e                     | Steve Zampieri         | Suisse                 | Phonak Hearing Systems | 4 pts                  |
| 10e                    | Simon Gerrans          | Australie              | AG2R Prévoyance        | 4 pts                  |

| Classement par équipes | Classement par équipes         | Classement par équipes | Classement par équipes |
| Équipe                 | Équipe                         | Pays                   | Temps                  |
| ---------------------- | ------------------------------ | ---------------------- | ---------------------- |
| 1re                    | Würth                          | Espagne                | 115 h 10 min 46 s      |
| 2e                     | T-Mobile                       | Allemagne              | + 2 min 19 s           |
| 3e                     | Saunier Duval-Prodir           | Espagne                | + 9 min 21 s           |
| 4e                     | CSC                            | Danemark               | + 15 min 57 s          |
| 5e                     | Discovery Channel              | États-Unis             | + 19 min 16 s          |
| 6e                     | Caisse d'Épargne-Illes Balears | Espagne                | + 21 min 39 s          |
| 7e                     | Rabobank                       | Pays-Bas               | + 31 min 03 s          |
| 8e                     | Phonak Hearing Systems         | Suisse                 | + 37 min 12 s          |
| 9e                     | Gerolsteiner                   | Allemagne              | + 39 min 20 s          |
| 10e                    | Euskaltel-Euskadi              | Espagne                | + 49 min 49 s          |

| Classement par équipes | Classement par équipes         | Classement par équipes | Classement par équipes |
| Équipe                 | Équipe                         | Pays                   | Temps                  |
| ---------------------- | ------------------------------ | ---------------------- | ---------------------- |
| 1re                    | Würth                          | Espagne                | 115 h 10 min 46 s      |
| 2e                     | T-Mobile                       | Allemagne              | + 2 min 19 s           |
| 3e                     | Saunier Duval-Prodir           | Espagne                | + 9 min 21 s           |
| 4e                     | CSC                            | Danemark               | + 15 min 57 s          |
| 5e                     | Discovery Channel              | États-Unis             | + 19 min 16 s          |
| 6e                     | Caisse d'Épargne-Illes Balears | Espagne                | + 21 min 39 s          |
| 7e                     | Rabobank                       | Pays-Bas               | + 31 min 03 s          |
| 8e                     | Phonak Hearing Systems         | Suisse                 | + 37 min 12 s          |
| 9e                     | Gerolsteiner                   | Allemagne              | + 39 min 20 s          |
| 10e                    | Euskaltel-Euskadi              | Espagne                | + 49 min 49 s          |

## Évolution des classements
| Etape              | Vainqueur          | Classement général | Classement par points | Grand Prix de la montagne | Classement des sprints | Classement par équipes |
| ------------------ | ------------------ | ------------------ | --------------------- | ------------------------- | ---------------------- | ---------------------- |
| 1                  | Tom Boonen         | Tom Boonen         | Tom Boonen            | José Redondo Ramos        | Michael Albasini       | Caisse d'Épargne       |
| 2                  | Daniele Contrini   | Daniele Bennati    | Daniele Bennati       | José Redondo Ramos        | Daniele Contrini       | Team LPR               |
| 3                  | Nick Nuyens        | Nick Nuyens        | Daniele Bennati       | Michael Albasini          | Michael Albasini       | Team LPR               |
| 4                  | Ángel Vicioso      | Nick Nuyens        | Daniele Bennati       | Michael Albasini          | Michael Albasini       | Saunier Duval-Prodir   |
| 5                  | Steve Morabito     | Ángel Vicioso      | Daniele Bennati       | Michael Albasini          | Michael Albasini       | Saunier Duval-Prodir   |
| 6                  | Koldo Gil          | Koldo Gil          | Daniele Bennati       | Michael Albasini          | Michael Albasini       | Liberty Seguros-Würth  |
| 7                  | Óscar Freire       | Koldo Gil          | Daniele Bennati       | Michael Albasini          | Michael Albasini       | Liberty Seguros-Würth  |
| 8                  | Alberto Contador   | Koldo Gil          | Daniele Bennati       | Michael Albasini          | Michael Albasini       | Liberty Seguros-Würth  |
| 9                  | Jan Ullrich        | Jan Ullrich        | Daniele Bennati       | Michael Albasini          | Michael Albasini       | Liberty Seguros-Würth  |
| Classements finals | Classements finals | Jan Ullrich        | Daniele Bennati       | Michael Albasini          | Michael Albasini       | Liberty Seguros-Würth  |

## Liste des engagés
| Euskaltel-Euskadi | Euskaltel-Euskadi     | Liberty Seguros-Würth | Liberty Seguros-Würth  | Team Milram           | Team Milram           |
| ----------------- | --------------------- | --------------------- | ---------------------- | --------------------- | --------------------- |
| 1                 | Unai Etxebarria       | 71                    | Alberto Contador       | 141                   | Erik Zabel            |
| 2                 | Andoni Aranaga        | 72                    | Giampaolo Caruso       | 142                   | Simone Cadamuro       |
| 3                 | Iker Flores           | 73                    | Allan Davis            | 143                   | Mirko Celestino       |
| 4                 | David Herrero         | 74                    | David Etxebarria       | 144                   | Ralf Grabsch          |
| 5                 | Markel Irizar         | 75                    | Jörg Jaksche           | 145                   | Enrico Poitschke      |
| 6                 | Alan Pérez            | 76                    | José Antonio Redondo   | 146                   | Björn Schröder        |
| 7                 | Rubén Pérez           | 77                    | Michele Scarponi       | 147                   | Marco Velo            |
| 8                 | Joseba Zubeldia       | 78                    | Ángel Vicioso          | 148                   | Giovanni Visconti     |
| Team CSC          | Team CSC              | Discovery Channel     | Discovery Channel      | Crédit agricole       | Crédit agricole       |
| 11                | Fabian Cancellara     | 81                    | Max van Heeswijk       | 151                   | László Bodrogi        |
| 12                | Andy Schleck          | 82                    | Manuel Beltrán         | 152                   | Francesco Bellotti    |
| 13                | Allan Johansen        | 83                    | Volodymyr Bileka       | 153                   | William Bonnet        |
| 14                | Karsten Kroon         | 84                    | Janez Brajkovič        | 154                   | Alexandre Botcharov   |
| 15                | Marcus Ljungqvist     | 85                    | Trent Lowe             | 155                   | Julian Dean           |
| 16                | Jakob Piil            | 86                    | Jurgen Van den Broeck  | 156                   | Jimmy Engoulvent      |
| 17                | Fränk Schleck         | 87                    | Jurgen Van Goolen      | 157                   | Sébastien Hinault     |
| 18                | Christian Vande Velde | 88                    | Matthew White          | 158                   | Yannick Talabardon    |
| Phonak            | Phonak                | Davitamon-Lotto       | Davitamon-Lotto        | Liquigas              | Liquigas              |
| 21                | Alexandre Moos        | 91                    | Cadel Evans            | 161                   | Dario David Cioni     |
| 22                | Aurélien Clerc        | 92                    | Robbie McEwen          | 162                   | Michael Albasini      |
| 23                | Martin Elmiger        | 93                    | Mario Aerts            | 163                   | Kjell Carlström       |
| 24                | Axel Merckx           | 94                    | Christophe Brandt      | 164                   | Stefano Garzelli      |
| 25                | Steve Morabito        | 95                    | Bart Dockx             | 165                   | Luca Paolini          |
| 26                | Grégory Rast          | 96                    | Gert Steegmans         | 166                   | Franco Pellizotti     |
| 27                | Johann Tschopp        | 97                    | Léon van Bon           | 167                   | Charles Wegelius      |
| 28                | Steve Zampieri        | 98                    | Fred Rodriguez         | 168                   | Stefano Zanini        |
| T-Mobile          | T-Mobile              | Quick Step-Innergetic | Quick Step-Innergetic  | La Française des jeux | La Française des jeux |
| 31                | Jan Ullrich           | 101                   | Tom Boonen             | 171                   | Bradley McGee         |
| 32                | Lorenzo Bernucci      | 102                   | Hubert Schwab          | 172                   | Ludovic Auger         |
| 33                | Linus Gerdemann       | 103                   | Paolo Bettini          | 173                   | Cyrille Monnerais     |
| 34                | Giuseppe Guerini      | 104                   | Steven de Jongh        | 174                   | Bernhard Eisel        |
| 35                | Kim Kirchen           | 105                   | Nick Nuyens            | 175                   | Thomas Lövkvist       |
| 36                | Andreas Klöden        | 106                   | Bram Tankink           | 176                   | Lilian Jégou          |
| 37                | Michael Rogers        | 107                   | Matteo Tosatto         | 177                   | Ian McLeod            |
| 38                | Patrik Sinkewitz      | 108                   | Geert Verheyen         | 178                   | Fabien Patanchon      |
| Caisse d'Épargne  | Caisse d'Épargne      | Team Gerolsteiner     | Team Gerolsteiner      | Bouygues Telecom      | Bouygues Telecom      |
| 41                | Vladimir Efimkin      | 111                   | Georg Totschnig        | 181                   | Franck Renier         |
| 42                | Marco Fertonani       | 112                   | Markus Fothen          | 182                   | Laurent Brochard      |
| 43                | Isaac Gálvez          | 113                   | René Haselbacher       | 183                   | Pierre Drancourt      |
| 44                | Joan Horrach          | 114                   | Sven Montgomery        | 184                   | Anthony Geslin        |
| 45                | Vladimir Karpets      | 115                   | Matthias Russ          | 185                   | Vincent Jérôme        |
| 46                | Pablo Lastras         | 116                   | Marcel Strauss         | 186                   | Christophe Kern       |
| 47                | Constantino Zaballa   | 117                   | Beat Zberg             | 187                   | Anthony Ravard        |
| 48                | Alexei Markov         | 118                   | Markus Zberg           | 188                   | Matthieu Sprick       |
| Lampre-Fondital   | Lampre-Fondital       | Saunier Duval-Prodir  | Saunier Duval-Prodir   | AG2R Prévoyance       | AG2R Prévoyance       |
| 51                | Salvatore Commesso    | 121                   | Oliver Zaugg           | 191                   | Íñigo Chaurreau       |
| 52                | Alessandro Ballan     | 122                   | Fernández de la Puebla | 192                   | Sylvain Calzati       |
| 53                | Daniele Bennati       | 123                   | David Cañada           | 193                   | Renaud Dion           |
| 54                | -                     | 124                   | David de la Fuente     | 194                   | Simon Gerrans         |
| 55                | Giuliano Figueras     | 125                   | Koldo Gil              | 195                   | David Navas           |
| 56                | David Loosli          | 126                   | José Marchante         | 196                   | Erki Pütsep           |
| 57                | Evgueni Petrov        | 127                   | Luciano Pagliarini     | 197                   | Christophe Riblon     |
| 58                | Daniele Righi         | 128                   | Javier Mejías          | 198                   | Alexandre Usov        |
| Rabobank          | Rabobank              | Cofidis               | Cofidis                | Team LPR              | Team LPR              |
| 61                | Óscar Freire          | 131                   | Cristian Moreni        | 201                   | Roger Beuchat         |
| 62                | Michael Boogerd       | 132                   | Jimmy Casper           | 202                   | Andreas Dietziker     |
| 63                | Jan Boven             | 133                   | Arnaud Coyot           | 203                   | Daniele Contrini      |
| 64                | Bram de Groot         | 134                   | Geoffroy Lequatre      | 204                   | Mikhaylo Khalilov     |
| 65                | Mauricio Ardila       | 135                   | Thierry Marichal       | 205                   | Giairo Ermeti         |
| 66                | Juan Antonio Flecha   | 136                   | Sébastien Minard       | 206                   | Michele Maccanti      |
| 67                | Michael Rasmussen     | 137                   | Maxime Monfort         | 207                   | Yuriy Metlushenko     |
| 68                | Pieter Weening        | 138                   | Rik Verbrugghe         | 208                   | Giuseppe Muraglia     |